# أولاد علي الطوالع
أولاد علي الطوالع هي قرية مغربية،بإقليم بن سليمان . تقع أولاد علي الطوالع بين الرباط والدار البيضاء، و تضم 5.056 نسمة (إحصاء 2 سبتمبر 2004).